# George Eastham
George Richard Eastham (13 tháng 8 năm 1914 - tháng 1 năm 2000) là một cầu thủ bóng đá và huấn luyện viên bóng đá người Anh. Là một tiền đạo tầm xa, ông từng đại diện đội tuyển Anh 1 lần ở cấp độ quốc gia và thi đấu cho Bolton Wanderers, Brentford, Blackpool, Swansea Town, Rochdale và Lincoln City. Ông là cha của George Eastham và anh của Harry Eastham.